# Basílica de Nuestra Señora del Prado
La basílica de Nuestra Señora del Prado de la ciudad de Talavera en la provincia de Toledo, España, es un templo religioso de culto católico bajo la advocación mariana de la Virgen del Prado, patrona de la ciudad. Su régimen de protección es de Bien de Interés Cultural.

## Historia
El carácter sagrado del lugar se remonta, al menos, a época romana, cuando en este lugar, a las afueras de la antigua Caesarobriga, se levantaba un templo dedicado a deidades protectoras de la agricultura y la ganadería, como Pales y Ceres. En su honor se celebraban fiestas de las que, al parecer, descienden las actuales Mondas. El lugar se cristianizó en época visigoda, cuando, según la versión más extendida, el rey Liuva II regaló a la ciudad la primitiva imagen de la Virgen del Prado. Alguna fuente sugiere que incluso durante la dominación musulmana se mantuvo el culto cristiano en la ermita. Tras la reconquista, el templo se rehízo en estilo mudéjar, y fue probablemente en esta época cuando se le dotó de la actual imagen de la Virgen del Prado. Ya en el siglo XVI, este edificio es sustituido por otro de estilo renacentista, que constituye la parte más antigua de la construcción actual (desde los pies hasta la reja del presbiterio). En esta época era ya tal su magnificencia que Felipe II se refiere a ella como la 'reina de las ermitas'. En 1649 se reforma de nuevo con la adición de la actual capilla mayor y su característica cúpula, todo ello bajo la dirección de Fray Lorenzo de San Nicolás, con lo que adquiere su aspecto actual. Tras los estragos causados por la invasión francesa, se hacen nuevas reformas en 1855. En 1956, el Papa Pío XII firmó una bula papal concediendo que fuera coronada canónicamente la imagen de la Virgen del Prado y en el año 1989, el Papa Juan Pablo II firmó una bula pontificia por la cual la hasta entonces ermita fuera elevada a "la dignidad y al estado de Basílica Menor".

## Descripción

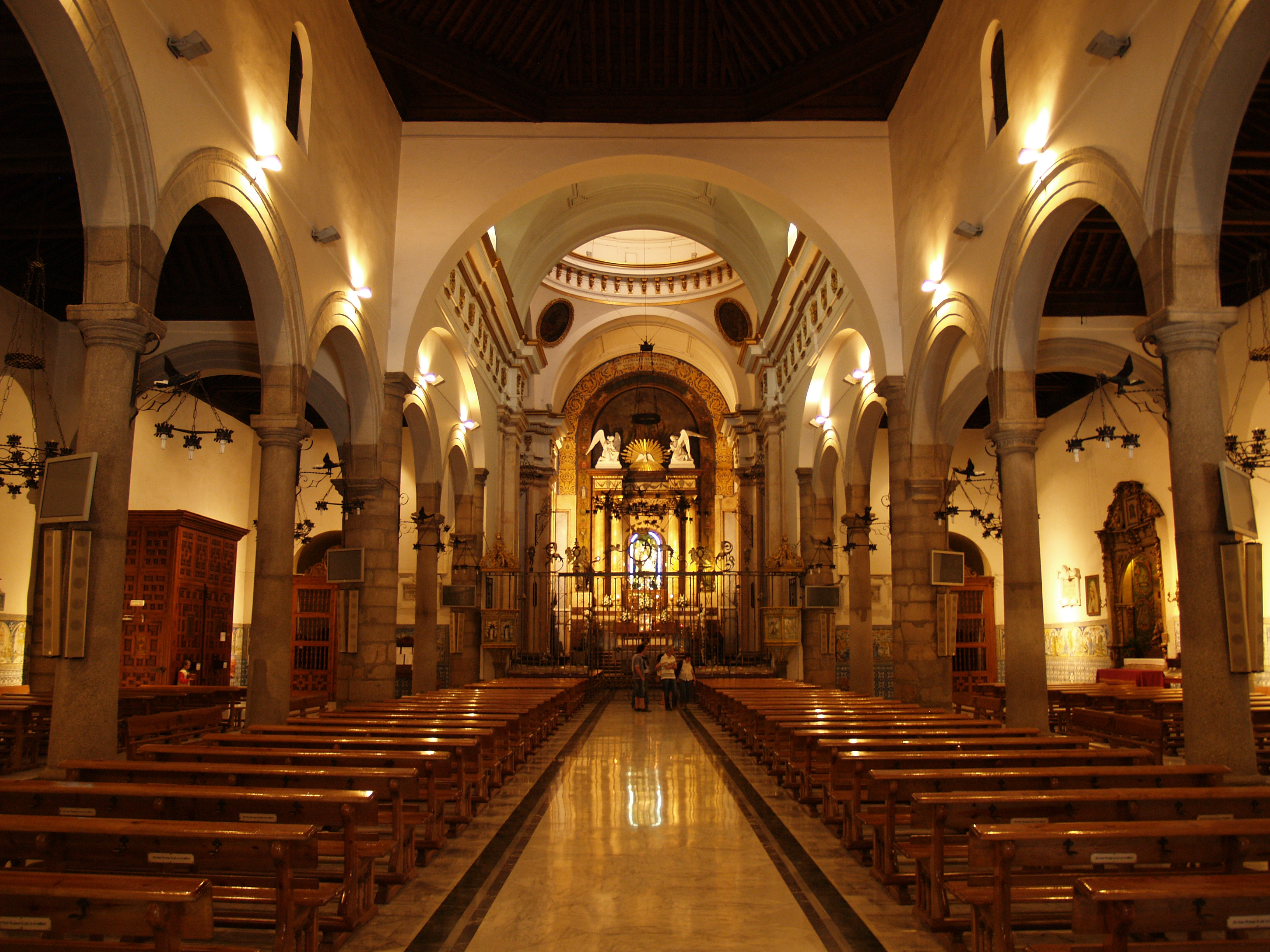
Interior de la basílica.

En la actual basílica se combinan los estilos renacentista y barroco. La planta de la capilla mayor, barroca, es de cruz latina, con dos brazos cubiertos por bóveda de cañón con lunetos, en cuya intersección se alza una gran cúpula encamonada sobre tambor octogonal, culminada por linterna. Todo ello se decora con pilares, capiteles y entablamentos de yeso. La construcción barroca se une a los pies, a través de un arco triunfal, con las tres naves renacentistas, cubiertas de artesa ochavada y separadas por arcos de medio punto sobre columnas toscanas. El coro, a los pies de la iglesia, se levanta sobre un gran arco carpanel. En la cabecera se encuentra el camarín de la Virgen, cubierto por cúpula oval. Al exterior de la iglesia, destaca la acusada verticalidad de los volúmenes de la capilla mayor, y la decoración en ladrillo de cornisas y frontones. El espacioso pórtico está sustentado por columnas toscanas de piedra y arcos rebajados, y sobre él se alza una espadaña de ladrillo.

### Cerámica
Es de incalculable valor la decoración cerámica de la Basílica, de los siglos XVI al XX. La cerámica que decora los zócalos del interior de las naves laterales está fechada en el siglo XVII, época en la que la cerámica talaverana goza de gran fama a nivel nacional y en las colonias de América. En el lado del Evangelio, los azulejos representan la genealogía de Cristo, mientras que en lado de la Epístola se representan escenas de la vida de la Virgen. Algunos de los diseños han sido relacionados por los expertos con aprendices de El Greco, por los rasgos estilizados y expresiones de los personajes representados. Otros valiosos paneles, del siglo XVI, proceden de la desaparecida iglesia de San Antón. Destaca el gran retablo de cerámica que decora el lado derecho de la capilla mayor.

## Régimen de protección
El régimen de protección de este edificio es de Bien de Interés Cultural. Su área de protección está definida por la totalidad del perímetro de los Jardines del Prado, delimitado por la confluencia con las avenidas de Extremadura, Salvador Allende y Castilla-La Mancha. Además del templo, están protegidas las edificaciones auxiliares de los Jardines (fuentes, aseos, jaulas, escaleras, glorietas y templete), su trazado y su variedad botánica. Resaltan por su interés la conservación de las cerámicas realizadas por Ruiz de Luna, que decoran algunas de las edificaciones y bancos.

## Visita
La basílica se puede visitar en el siguiente horario:
Verano:	7:00-14:00 — 17:00-22:00
Invierno:	7:00-14:00 — 16:00-21:00